# Erika Mahringerová
Erika „Riki“ Mahringerová, provdaná Erika Spieß (16. listopadu 1924 Linec, Rakousko – 30. října 2018 Mayrhofen) byla rakouská alpská lyžařka.
Zúčastnila se Zimních olympijských her 1948 ve Svatém Mořici a ZOH 1952 v Oslu. Na prvních z nich v roce 1948 si dojela pro dvě bronzové medaile ve slalomu a kombinovaném závodu. Protože se jednalo současně o mistrovství světa, je také dvojnásobnou držitelkou bronzu ze světového šampionátu. V mořickém sjezdu pak obsadila 19. místo.
Na ZOH 1952 dojela ve sjezdu na 4. příčce, v obřím slalomu na 17. pozici a ve slalomu skončila dvacátá druhá.
Na Mistrovství světa 1950 v americkém Aspenu vybojovala dvě stříbrné medaile ze slalomového závodu a sjezdu.
V roce 1954 se vdala za sjezdového lyžaře Ernsta Spiesse. Společně založili lyžařskou školu v Mayrhofenu a roku 1955 první lyžařskou školu pro děti „Skikindergarten“ na světě.